# Villa Capilupi

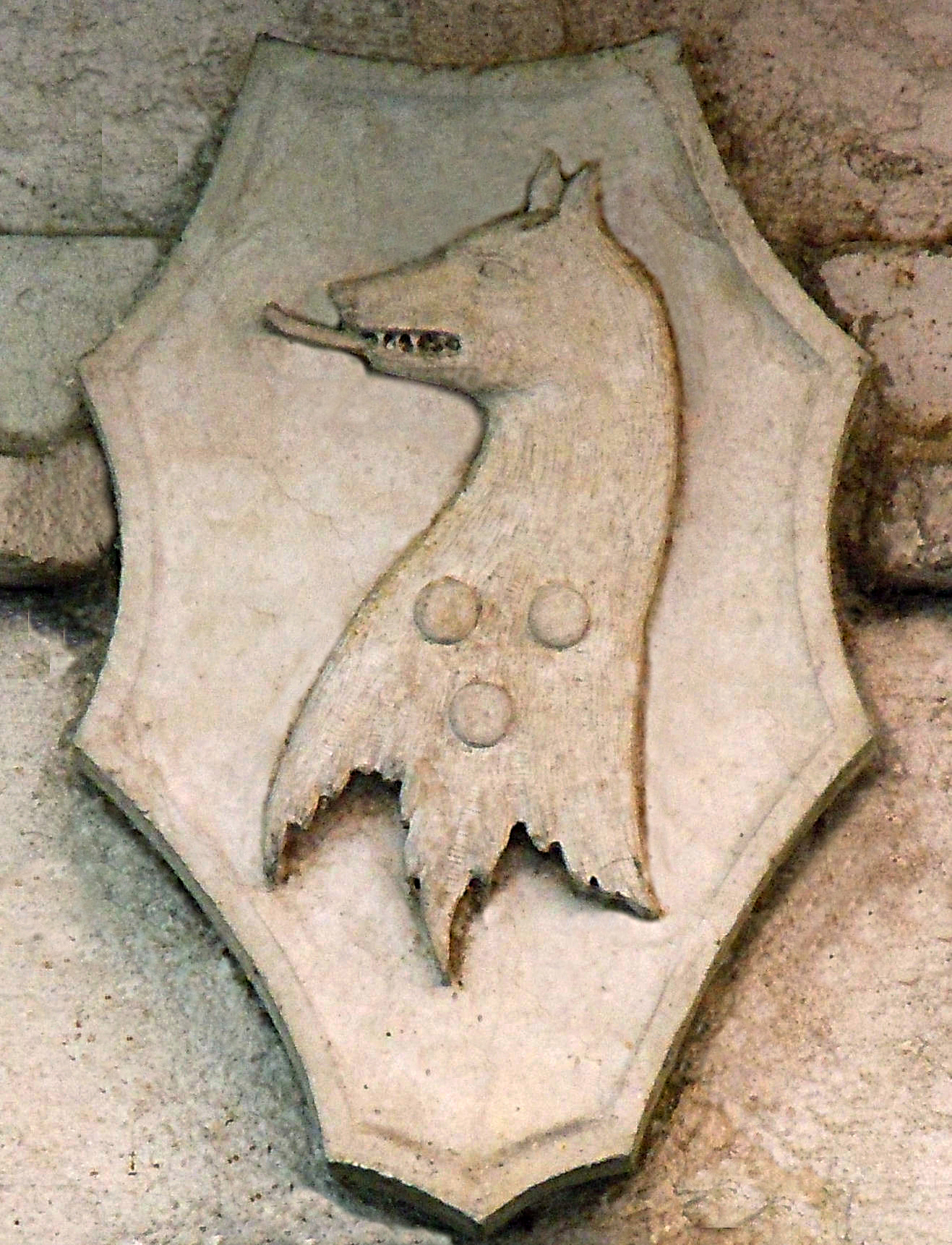
Stemma dei Capilupi.

Villa Capilupi è uno storico edificio di Suzzara, in provincia di Mantova.
L'edificio venne costruito nel 1567 per volere di Alfonso Capilupi (1527-1593), della nobile famiglia mantovana dei Capilupi e consta di una costruzione principale a pianta rettangolare, affiancata da un oratorio e da edifici rustici. La villa subì nel tempo una trasformazione, che le conferì l'attuale carattere settecentesco.
L'ingresso alla villa dalla strada pubblica è caratterizzato dalla presenza di imponenti pilastri per la cancellata, ma non utilizzato come accesso principale.